# Tytthoscincus parvus
Espèce
Synonymes
- Lygosoma parvum Boulenger, 1897
- Sphenomorphus parvus (Boulenger, 1897)

Tytthoscincus parvus est une espèce de sauriens de la famille des Scincidae.

## Répartition
Cette espèce est endémique de Sulawesi en Indonésie.

## Description
L'holotype mesure 78 mm de longueur totale dont 42 mm de queue.

## Publication originale
- Boulenger, 1897 : A catalogue of the reptiles and batrachians of Celebes with special reference to the collections made by Drs P & F Sarasin in 1893-1896. Proceedings of the Zoological Society of London, vol. 1897, p. 193-237 (texte intégral).